# Бетенкьос
Бетенкьос (рос. Бетенкёс) — село Верхоянського улусу, Республіки Саха Росії. Входить до складу Адиччинського сільського поселення.
Населення — 805 осіб (2015 рік).
Село розташоване за 46 кілометрів від адміністративного центру улусу — міста Верхоянська.
Засноване 1934 року.